# Vaniškovce
Vaniškovce és un poble i municipi d'Eslovàquia. Es troba a la regió de Prešov, al nord del país.

## Història
La primera referència escrita de la vila data del 1345.

## Demografia
| Godina             | 1994 | 2004   | 2014    | 2024   |
| ------------------ | ---- | ------ | ------- | ------ |
| Nombre de persones | 343  | 335    | 385     | 401    |
| Diferència         |      | −2,33% | +14,92% | +4,15% |

| Godina             | 2023 | 2024 |
| ------------------ | ---- | ---- |
| Nombre de persones | 401  | 401  |
| Diferència         |      | +0%  |